# Habitatge al carrer Josep Gallés, 22 (Castellterçol)
L'Habitatge al carrer Josep Gallés, 22 és una obra de Castellterçol (Moianès) inclosa a l'Inventari del Patrimoni Arquitectònic de Catalunya.

## Descripció
Casa situada al nucli antic de Castellterçol. A la llinda de la finestra de la planta baixa hi ha una inscripció amb la data de construcció, l'anagrama de Jesucrist al mig i uns cardets a cada costat que indiquen que la casa era d'un paraire.

## Història
Com a testimoni del passat tèxtil de la vila hi ha nombroses cases de la vila de Castellterçol que conserven detalls arquitectònics d'aquells temps. Entre les peces conservades aquesta és la més antiga de la qual és té notícies. En aquestes llindes hi ha gravats els estris que identifiquen l'especialitat del seu propietari. Aquesta revela que el seu propietari era un cardador de llana.